# Émile Henriot
Émile Henriot, född 3 mars 1889 i Paris, död där 14 april 1961, var en fransk författare.
Émile Henriot framträdde först som poet med diktsamlingen La flamme et les cendres (1909) och utgav senare Poésies 1905–1928 (1928). Han debuterade som berättare 1912 med romanen L'instant et le souvenir och utgav sedan flera romaner, bland annat Le diable à l'hôtel ou les plaisirs imaginaires (1919), Les temps innocents (1920), som bygger på barndomsminnen, Aricie Brun ou les vertus bourgeoises (1924) och Tout va finir (1936). Henriot blev främst känd som en ovanligt produktiv, kunnig och spirituell essäist, reseskildrare och litteraturkritiker, länge knuten till Le Temps och Les Nouvelles Littéraires. Sina litteraturartiklar samlade han i en lång rad böcker, såsom Livrés et portraits (3 band, 1923–1927), Esquisses et notes de lecture (1928), Romanesques et romantiques (1930), Epistoliers et mémorialistes (1931), Courrier littéraire. XVIII:e siècle (2 band, 1945), Poètes franqais (2 band, 1944–1946). Av Henriots övriga arbeten märks L’art de former une bibliothèque (1928), Proménades italiennes (1930), Le livre de mon père (1938), Le livre de mon père (1943) och Beautés du Brésil (1947).